# 蘭德科 (加利福尼亞州)
蘭德科（英語：Landco）是位於美國加利福尼亞州克恩縣的一個非建制地區。該地的面積和人口皆未知。

## 地理
蘭德科的座標為35°22′46″N 118°03′40″W / 35.37944°N 118.06111°W，而該地的平均海拔高度為122米（即400英尺）。